# Geoffrey Clough Ainsworth
Geoffrey Clough Ainsworth, född den 9 oktober 1905 i Birmingham, död den 25 oktober 1998 i Derby, var en brittisk mykolog och vetenskapshistoriker.
Ainsworth förvärvade sin doktorsgrad vid University of London 1934. Från 1930-talet till 1960-talet undersökte han och  skrev om svampar och deras medicinska bruk. Senare författade han arbeten om mykologins historia: An Introduction to the History of Mycology (1976), An Introduction to the History of Plant Pathology (1981) och An Introduction to the History of Medical Mycology (1986). År 1980 tilldelades han Linnean Medal tillsammans med Roy Crowson. Auktorsnamnet Ainsw. kan användas för Geoffrey Clough Ainsworth i samband med ett vetenskapligt namn inom botaniken; se Wikipediaartiklar som länkar till auktorsnamnet.